# Friedrich du Prel
Friedrich Joseph Freiherr du Prel (* 9. Januar 1798; † 26. November 1891) war ein königlich bayerischer Regierungsbeamter.

## Leben
Friedrich du Prel entstammte einem ursprünglich französischem Adelsgeschlecht aus Burgund und war der Sohn des zuletzt im bayerischen Amberg lebenden Jean Baptiste du Prel (1747–1805) aus Luxemburg und dessen zweiter Ehefrau Maria Therese von Schmauss (??–1789). Er studierte an der Universität München. 1814 wurde er Mitglied des Corps Palatia München.
Im Jahr 1860 wird du Prel als Bürger in Fribourg (Moselle) (Lothringen) erwähnt. Nach Jahren als Vizepräsident der Regierung von Mittelfranken mit Sitz in Ansbach wurde der königliche Kammerherr du Prel 1876 als Amtsnachfolger von Luitpold du Jarrys Freiherr von La Roche zum Bezirksamtmann (Bezirksvorsteher) von Bad Kissingen und zugleich Badkommissar des dortigen Staatsbades ernannt. Vier Jahre später wurde er dort 1880 von Friedrich Freiherr von Braun abgelöst.
Außerdem war er Regierungsdirektor in Landshut.